# Galope à beira-mar
Galope à beira-mar é um poema de forma física criado pelo repentista cearense José Pretinho.

## História
Conta-se que Zé Pretinho, após perder um duelo em martelo agalopado, foi retirar-se à beira-mar, e ali, vendo e ouvindo o marulho, imaginou o som de um galope. E fez os versos de onze sílabas (hendecassílabos), com a mesma estrutura de décima (estrofe de dez versos). Manteve o esquema rímico ABBAACCDDC usual no martelo agalopado e nas décimas de cantorias.

## Estrutura
- O galope à beira-mar é formado por uma ou mais estrofe(s) de 10 versos hendecassílabos,[1] com o ritmo de tônicas nas posições 2, 5, 8 e 11, ou seja, um iambo e 3 anapestos.
- Uma exigência no galope à beira-mar é que o último verso sempre termine com a palavra "mar", no mínimo, sendo preferível terminar com "galope na beira do mar".[3]

Versos hendecassílabos que têm o ritmo semelhante são considerados apenas versos com ritmo de galope à beira-mar, mas não identificados como o genuíno, pela falta dos requisitos exigidos, ou seja, estrofe com 10 versos, última palavra: "mar".

## Exemplo
Cantor das coivaras queimando o horizonte,
das brancas raízes expostas à lua,
da pedra alvejada, da laje tão nua
guardando o silêncio da noite no monte.
Cantor do lamento da água da fonte
que desce ao açude e lá fica a teimar
com o sol e com o vento, até se finar
no último adejo da asa sedenta,
que busca salvar-se da morte e inventa
cantigas de adeuses na beira do mar.
(“Galope à beira-mar” – Luciano Maia)